# آلکساندر ملیک-پاشایف
آلکساندر ملیک-پاشایف (ارمنی: Ալեքսանդր Մելիք-Փաշայան؛ ۲۳ اکتبر ۱۹۰۵ – ۱۸ ژوئن ۱۹۶۴) یک رهبر (موسیقی)، آهنگساز، و نوازنده پیانو اهل ارمنستان بود.

## زندگی‌نامه
وی در ۲۳ اکتبر ۱۹۰۵ در شاهومیانی به دنیا آمد و از کنسرواتوار سن پترزبورگ فارغ‌التحصیل گشت. وی همچنین برندهٔ جوایزی همچون نشان پرچم سرخ کار جایزه هنرمند مردمی اتحاد جماهیر شوروی و هنرمند مردمی جمهوری شوروی فدراتیو سوسیالیستی روسیه شده‌است. وی در ۱۸ ژوئن ۱۹۶۴ در سن ۵۸ سالگی در مسکو درگذشت.

## نگارخانه

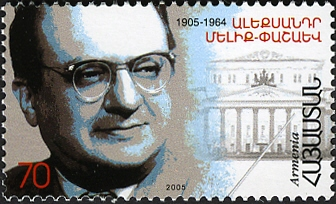
تمبر یادبود